# Orlando Olave Villanoba
Orlando Olave Villanoba (* 28. Januar 1969 in Barrancabermeja, Kolumbien) ist ein kolumbianischer Geistlicher und römisch-katholischer Bischof von Ocaña.

## Leben
Orlando Olave Villanoba studierte Philosophie am Priesterseminar in Bucaramanga und Katholische Theologie am Priesterseminar in San Gil. Nach weiteren Studien am Instituto Teológico-Pastoral para América Latina (ITEPAL) und an der Päpstlichen Universität der Salesianer erwarb er das Lizenziat im Fachgebiet Jugendpastoral. Am 5. Dezember 1998 empfing er das Sakrament der Priesterweihe für das Bistum Barrancabermeja.
Neben verschiedenen Aufgaben in der Pfarrseelsorge war er Koordinator der Jugendseelsorgekommission des Bistums Barrancabermeja und Diözesanbeauftragter für die Katechese. Seit 2009 war er Dompfarrer an der Kathedrale des Bistums Barrancabermeja und seit 2013 Beauftragter für die Seelsorge.
Am 18. März 2017 ernannte ihn Papst Franziskus zum Bischof von Tumaco. Die Bischofsweihe spendete ihm der Apostolische Nuntius in Kolumbien, Erzbischof Ettore Balestrero, am 29. April desselben Jahres in der Kathedrale von Barrancabermeja. Mitkonsekratoren waren der Bischof von Barrancabermeja, Camilo Fernando Castrellón Pizano SDB, und der Erzbischof von Bucaramanga, Ismael Rueda Sierra. Die Amtseinführung im Bistum Tumaco fand am 20. Mai 2017 statt.
Am 11. Juli 2024 ernannte ihn Papst Franziskus zum Bischof von Ocaña. Die Amtseinführung fand am 28. Juli desselben Jahres statt.